# Koronás keresztespók
A koronás keresztespók (Araneus diadematus) a pókszabásúak (Arachnida) osztályának pókok (Araneae) rendjébe, ezen belül a keresztespókfélék (Araneidae) családjába tartozó faj.

## Előfordulása
A koronás keresztespók Európában és Észak-Amerikában fordul elő.

## Alfajai
- Araneus diadematus islandicus Strand, 1906
- Araneus diadematus nemorosus Simon, 1929
- Araneus diadematus soror Simon, 1874
- Araneus diadematus stellatus C. L. Koch, 1836

## Megjelenése
Ennek a keresztespókfajnak hosszúsága eléri az 1,5 centimétert (Dél-Európában akár 2 centiméteresre is megnőhet), így Magyarország egyik legnagyobb pókfaja. Sötét-, vagy sárgásbarna potrohán húzódó fehér, kereszt alakú foltsorról ismerhető fel. A hím gyakran jelentéktelenül kis méretű, a nőstény viszont petékkel teli potroha miatt sokkal nagyobb. A potrohban lévő szövőmirigyekben termeli a pókháló anyagát. A mirigyváladékot a potroh végén nyíló szövőszemölcsökön keresztül bocsátja ki. A pók a hálót a lábai végén lévő karmok segítségével szövi.

## Életmódja
A koronás keresztespók Közép-Európában mindenütt elterjedt, cserjéken, fákon, kertekben él. A keresztespókok általában hálójuk közepén ülnek, néha egy félreeső szögletben várakoznak a hálójukba repülő rovarokra. A csapdába esett rovart először csáprágójában lévő méregmirigy segítségével megbénítja, majd burkot sző köré, szerveit cseppfolyósítja és felszívja. Csípése habár kissé kellemetlen, de ártalmatlan az emberre.

## Szaporodása
Nyár végén, a csak 5–10 milliméter nagyságú hím óvatosan, egy beszőtt rovarral közelíti meg a nőstényt, és ezt az ajándékot addig cibálja, rezgeti, amíg a nőstény hajlandóságot nem mutat a párosodásra, és közelében mozdulatlanná nem válik. A párzás villámgyorsan végbemegy. A fűben a nőstények több petecsomagot is készítenek, amelyet sárgás, vattaszerű szövedékkel burkolnak be. A szülők elpusztulnak, a fiatal egyedek kora tavasszal kelnek ki, fejletlen alakban telelnek át, és csak a következő év augusztusában válnak ivaréretté.

## Képek
| Koronás keresztespók | Nőstény koronás keresztespók zsákmányával |

| Koronás keresztespókok párzása | Nőstény a petéit tartalmazó kokonjával | Frissen kikelt koronás keresztespókok |